# فرانسیس تیافو
فرانسیس تیافو (انگلیسی: Frances Tiafoe؛ زادهٔ ۲۰ ژانویهٔ ۱۹۹۸) تنیس‌باز اهل ایالات متحده آمریکا است. او عموماً به عنوان یکی از آینده‌دارترین تنیسورهای آمریکا شناخته می‌شود. تا تاریخ ۳۰ ژانویه ۲۰۱۷ تیافو جوان‌ترین فردی است که نامش وارد فهرست ۱۰۰ تنیس‌باز برتر شده و دومین فرد کم‌سن‌وسالی است که در یک مسابقهٔ گرند اسلم پیروز شده است.